# Fischerhude
Fischerhude es un pueblo situado junto al río Wümme en el norte de Alemania entre Bremen y Hamburgo. Fischerhude forma parte del municipio de Ottersberg, en el Distrito de Verden.
Es conocida como una colonia del arte, en donde artistas como Otto Modersohn y Clara Westhoff solían trabajar y vivir.

## Historia

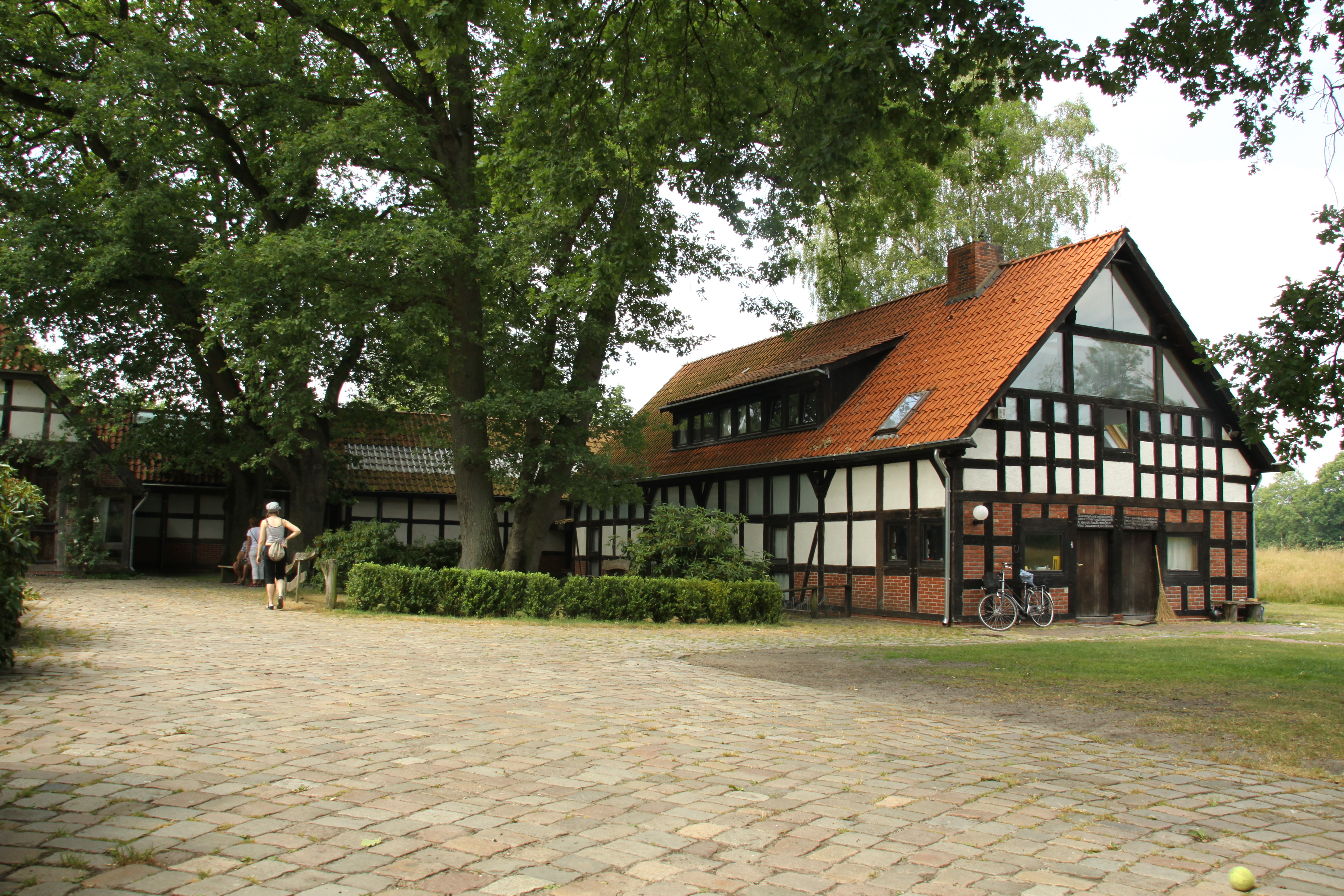
Museo Otto Modersohn, perteneciente a la parroquia de Wilstedt

Fischerhude se mencionó por primera vez en 1124 como propiedad del monasterio Rastede. En 1190 el lugar se llamó Widigeshude. Más tarde, la propiedad de la iglesia en Wilstedt pasó del abad de Rastede a los condes de Oldenburg, y permaneció en posesión del Gran Duque de Oldenburg hasta el siglo XIX.
Después de que Heinrich Breling y Wilhelm Heinrich Rohmeyer se establecieran en Fischerhude en 1908, esta localidad se convirtió en una colonia de artistas. A Fischerhude llegaron Otto Modersohn, Hans Buch, Clara Westhoff (esposa de Rainer Maria Rilke) y su hermano, el pintor Helmuth Westhoff, el compositor Karl Gerst Berger y el escritor Diedrich Speckmann.
Con la reforma territorial municipal en 1968, las localidades de Fischerhude y Quelkhorn se fusionaron. El 1 de julio de 1972, Fischerhude se incorporó al municipio de Ottersberg.